# Ann Davies (personnalité politique)
Pour les articles homonymes, voir Ann Davies.
Ann Davies est une personnalité politique galloise du Plaid Cymru. Elle est élue députée de Caerfyrddin en 2024.
Depuis 1992, elle exploite une ferme laitière à Llanarthney avec son mari. Elle codirige une crèche avec sa fille et est active dans sa communauté comme pasteur et organiste.
Elle enseigne la musique de manière itinérante avant d’être élue conseillère municipale en 2017. Membre de divers comités sur les affaires rurales et la planification, elle est nommée au cabinet du Conseil du Carmarthenshire (en) en 2021.
En 2024, Ann Davies est élue députée de Caerfyrddin avec 15 520 voix.

## Biographie

### Origines
Ann Davies naît et grandit à Llanarthne dans le comté de Carmarthenshire, au Pays de Galles.

### Carrière professionnelle
Depuis 1992, Ann Davies exploite une ferme laitière en location à Llanarthney avec son mari. 
Elle exerce comme enseignante de musique itinérante au Conseil du comté de Carmarthenshire jusqu'à son élection en 2017 en tant que conseillère municipale pour les paroisses de Llanddarog et Llanarthne.
Elle codirige la crèche Cwtsh y Clos avec sa fille Gwenllian, est pasteur et organiste à la chapelle Cefnberach MC, et siège également au Conseil communautaire de Llanarthne.
Depuis 2022, elle siège au South Wales Corporate Joint Committee on Strategic Planning. Par ailleurs, Ann représente le Carmarthenshire au Comité Rural et au Comité des Égalités de l'Association des Gouvernements Locaux du Pays de Galles.

### Carrière politique
Ann Davies s'engage en politique dès l'âge de 18 ans en rejoignant le Plaid Cymru. En 2017, une fois que ses enfants ont achevé leurs études universitaires, elle se porte candidate pour représenter Llanddarog au Conseil du comté de Carmarthenshire. 
En 2021, elle est nommée membre du cabinet du Conseil, d'abord en charge des communautés et des affaires rurales, puis de la politique de planification. 
Le 4 juillet 2024, Ann Davies est élue députée de Caerfyrddin avec 15 520 voix. Sa principale motivation est de créer des opportunités pour les citoyens du Carmarthenshire et du Pays de Galles.

### Vie privée
Ann Davies est mère de trois filles. 